# Zdeněk Soukup (volejbalista)
Zdeněk Soukup (15. prosince 1924, Praha – 25. října 1989, Praha) byl český volejbalista, který reprezentoval Československo. S jeho reprezentací získal stříbrnou medaili na mistrovství světa v roce 1949. Za národní tým nastupoval v letech 1948–1954. Hrál za kluby VK Rokoska, SO Starý Ostrov, Dynamo Slavia Praha, ATK Praha, Spartak ČKD Stalingrad a Slavoj Praha. S ATK se v roce 1951 stal mistrem Československa. Takřka celý život pracoval jako konstruktér ve firmě ČKD.